# Pellacalyx lobbii
Pellacalyx lobbii är en tvåhjärtbladig växtart som först beskrevs av Joseph Dalton Hooker, och fick sitt nu gällande namn av Schimper. Pellacalyx lobbii ingår i släktet Pellacalyx, och familjen Rhizophoraceae. Inga underarter finns listade i Catalogue of Life.